# Тень: Взять Гордея
«Тень: Взять Гордея» — российский шпионский триллер режиссёров Ильи Куликова и Ани Мирохиной. В главных ролях Олег Гаас, Денис Пьянов и Филипп Янковский.
Премьера фильма состоялась 6 декабря в киноцентре «Октябрь», фильм вышел в широкий прокат 8 декабря 2022 года.

## Сюжет
Он — неуловимый шпион, который проходит по сводкам как «Гордей». Он — настоящая тень, человек с множеством лиц, которого никто никогда не видел. Поймать предателя Гордея — главная цель российской контрразведки, ведь этот загадочный человек неуловим и крадёт государственные секреты. Когда появляется информация, что Гордей прямо сейчас действует в Москве и под угрозой оказывается национальная безопасность страны, на его след выходит молодой контрразведчик Вадим. Ставки в шпионской игре повышаются с каждым днём.

## В ролях
- Олег Гаас — Вадим Матвеев, майор ФСБ
- Филипп Янковский — Гордей
- Екатерина Шарыкина — Аня
- Денис Пьянов — Максим Самойленко
- Татьяна Бабенкова — Оксана Маленкович
- Мария Лисовая — Красотка
- Антон Кукушкин — Валерий Курилов
- Владимир Верёвочкин — Андрей
- Надежда Михалкова — Юля, жена консула
- Андрей Ильин — Сергей Евдокимович
- Елизавета Смирнова — Таня